# Веттер, Джесси
Джесси Веттер (англ. Jessie Vetter; род. 19 декабря 1985, Коттедж-Гроув, Висконсин) — американская хоккеистка, вратарь, игрок сборной США. Дважды серебряный призёр Олимпийских игр 2010 и 2014 годов. Шестикратная чемпионка мира 2008, 2009, 2011, 2013, 2015 и 2016 годов.
Дебютировала в сборной США в 2007 году на чемпионате мира в матче против сборной Канады. С того момента приняла участие в 6 чемпионатах мира, трижды в 2009, 2011 и 2013 годах становилась чемпионкой мира.
Начала играть в хоккей в возрасте 3 лет. Во время обучения в колледже так же занималась футболом, однако сделала выбор в пользу хоккея.
На Олимпийских играх 2014 года в Сочи планировала украсить свою хоккейную маску первыми словами конституции США — «Мы, народ…», однако правила Международного олимпийского комитета, прописанные в Олимпийской хартии, запрещают любую «политическую, религиозную или расовую пропаганду», таким образом дизайн маски спортсменки пришлось изменить.